# Jules Courvoisier
Jules-Ami Courvoisier (* 23. Mai 1884 in La Chaux-de-Fonds; † 11. September 1936 in Genf) war ein Schweizer Plakatgestalter.
Courvoisier war Schüler von Charles L’Eplattenier. Von 1902 bis 1906 hielt er sich in München auf, anschliessend bis 1909 in Paris bei Jacques-Émile Blanche und Eugène Grasset.
Neben zahlreichen Plakaten schuf Courvoisier auch Briefmarken für die Pro Juventute.